# Contectopalatus

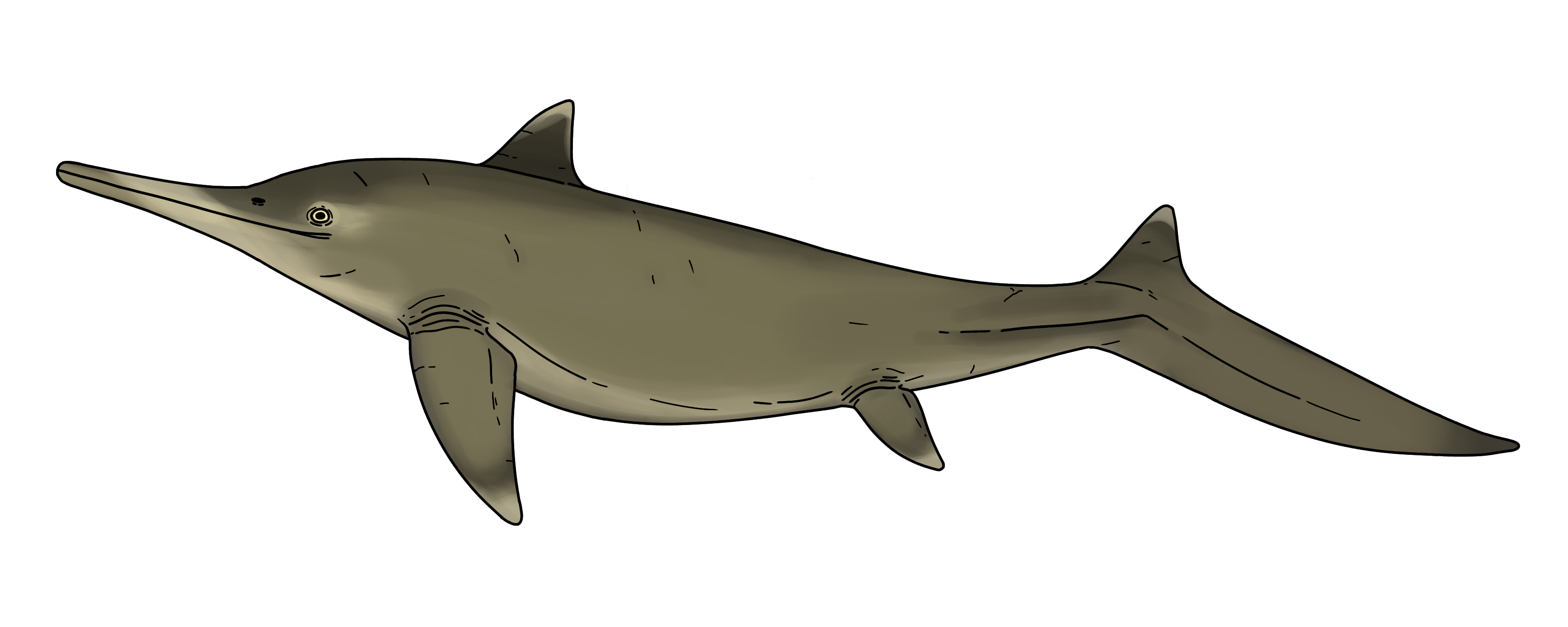
Recreación artística

Contectopalatus es un género extinto de ictiosaurio primitivo, un tipo reptil marino extinto de apariencia similar a la de un pez que vivió en el Triásico Medio de lo que ahora es Alemania. Fue originalmente llamado Ichthyosaurus atavus (Quenstedt, 1851/52), siendo más tarde reclasificado como Mixosaurus atavus (Quenstedt, 1852). Fue reconocido como un género válido por Maisch y Matzke en 1998, aunque otros científicos aún lo consideran un sinónimo más moderno de Mixosaurus. Este género alcanzaba los cinco metros de largo.